# Erika Kiffl
Erika Kiffl (* 19. prosince 1939 v Karlových Varech) je německá fotografka nejznámější svými uměleckými portréty. Ještě před „Becherovou školou“ v Düsseldorfu (Bernd a Hilla Becherovi, Andreas Gursky, Thomas Ruff) zpochybňovala rozdíly mezi dokumentární a uměleckou fotografií.

## Životopis
Kiffl studovala komerční grafiku a fotografii na Krefeldské univerzitě aplikovaných věd a na Düsseldorfské umělecké akademii. Od roku 1951 žije v Düsseldorfu. S vlastními fotoreportážemi pracovala jako umělecká ředitelka předního módního časopisu. Byla také iniciátorkou mezinárodního sympozia, které se poprvé konalo v roce 1980 na zámku Mickeln poblíž Düsseldorfu. Erika Kiffl je považována za jednu z předních fotografek německého současného umění a kronikářku umělecké scény, jejíž práce byly od roku 2003 shromažďovány v archivu umělecké fotografie rýnské umělecké scény (Archiv künstlerischer Fotografie der rheinischen Kunstszene, AFORK) v düsseldorfském muzeu kunst palast. V roce 2017 získalo hlavní město státu Düsseldorf s podporou Kunststiftung NRW celý fotografický archiv düsseldorfské fotografky (přibližně 9000 foto negativů).
Fotografovala mimo jiné také významné osobnosti jako byli například: Sandro Antal, Joseph Beuys, Horst Gläsker, Gotthard Graubner, Erwin Heerich, Martin Honert, Halina Jaworski, Konrad Klapheck, Axel Klepsch, Milan Kunc, Anna Löbner, Markus Lüpertz, Ladislav Minarik, Gerhard Richter, Fernand Roda, Ulrike Rosenbach, Bettina Schein, Richard Serra, Thomas Stricker, Günther Uecker nebo Isolde Wawrin.
Na výstavě Work in Process pod širým nebem fotografka ukázala dvacet velkoformátových fotografických děl s portréty významných umělců jako Gerhard Richter, Joseph Beuys a Günther Uecker od 1. července do 31. srpna 2009 na břehu Rýna v Düsseldorfu. Její práce lze nalézt v mnoha veřejných sbírkách.

## Výstavy (výběr)
- 1978: Staatsgalerie Stuttgart, Stuttgart
- 1980: Künstler in ihrem Atelier. Studio der Kunsthalle Kiel, Kiel
- 1984: Kulturhaus Graz, Graz
- 1985: Goethe-Institut, Tel Aviv
- 1991: Hochschule der Künste, Lipsko
- 1993: Stadtmuseum Düsseldorf, Düsseldorf
- 1995: Treibhaus 1 2 3 4 5 6 : eine Fotodokumentation von Erika Kiffl, Kunstmuseum Düsseldorf, Düsseldorf
- 2003: Benjamin Katz, Erika Kiffl, Manfred Leve. Archiv künstlerischer Fotografie der rheinischen Kunstszene. Galerie Hete Hünermann, Düsseldorf
- 2009: Open-Air-Ausstellung am Rhein: „Erika Kiffl – Work in Process“, Düsseldorf

## Dílo
- Künstler in ihrem Atelier. Eine Fotodokumentation. Mit Texten von Künstlern und ihren Kritikern und einem Vorwort von Jörg Krichbaum. / hrsg. von Gabriele Forberg. - Mahnert-Lueg, München 1979. ISBN 3-922170-02-1
- Raum-Sequenzen. Text: Helmut Heißenbüttel. Mahnert-Lueg, Mnichov 1980. ISBN 3-922170-17-X
- Ist Fotografie Kunst? Gehört Fotografie ins Museum? Referate, Diskussionen, Interviews, Bildbeispiele. Internationales Fotosymposium 1981, Schloß Mickeln bei Düsseldorf. Mit Beiträgen von A. Auer u. a. / vyd. Erika Kiffl. Mahnert-Lueg, Mnichov 1982. ISBN 3-922170-25-0
- Erika Kiffl - Fotos. Rundgänge 1979–1989 / vyd. Kunstakademie Düsseldorf. Düsseldorf 1990.
- Inside The Studio: Erika Kiffl fotografiert Gerhard Richter. / vyd. Renate Buschmann a Daniel Marzona. DuMont Buchverlag, Kolín 2008. ISBN 978-3-8321-9051-4
- Fotos schreiben Kunstgeschichte / vyd. Stephan von Wiese u. Renate Buschmann. Köln 2007. ISBN 3-8321-9058-9
- Erika Kiffl. Fotografie 1964 - 2014 / vyd. Daniel Marzona. Distanz Verlag Berlin 2014. ISBN 978-3-95476-061-9